# Temporada de furacões no Atlântico de 1862
A temporada de furacões no Atlântico de 1862 contou com seis ciclones tropicais, com apenas um atingindo a costa. A temporada teve três tempestades tropicais e três furacões, nenhum dos quais se tornou um grande furacão. [nb 1] No entanto, na ausência de satélites modernos e outras tecnologias de sensoriamento remoto, apenas as tempestades que afetaram áreas terrestres povoadas ou encontraram navios no mar foram registradas, portanto, o total real pode ser maior. Um viés de subcontagem de zero a seis ciclones tropicais por ano entre 1851 e 1885 foi estimado. Jose Fernandez-Partagas e Henry Diaz inicialmente documentaram cinco ciclones tropicais em um relatório de 1995 sobre esta temporada. Um sexto sistema foi adicionado por Michael Chenoweth em 2003 a partir de registros feitos em Colón, Panamá.
O primeiro ciclone tropical foi observado como uma tempestade tropical na costa leste dos Estados Unidos de 15 de junho a 17 de junho. O segundo e o terceiro sistemas estiveram ativos em meados de agosto e meados de setembro, respectivamente, e ambos atingiram intensidade de categoria 2 em seus picos na escala de ventos de furacão Saffir-Simpson dos dias modernos e nenhum atingiu a costa. Um quarto ciclone tropical causou inundações em Santa Lúcia e trouxe chuvas fortes para partes de Barbados em 5 de outubro, mas sua trilha antes dessa data é desconhecida. O quinto furacão era conhecido por estar ativo por alguns dias em outubro na costa leste dos Estados Unidos. Finalmente, um sexto sistema foi centrado perto do Panamá – entre 22 de novembro e 25 de novembro.

## Sistemas

### Tempestade tropical Um
Com base em relatórios de quatro navios, sabe-se que uma tempestade tropical existiu por dois dias em meados de junho na costa leste dos Estados Unidos. Formou aproximadamente 340 milhas (550 km) a leste de Savannah, Geórgia em 15 de junho e moveu-se lentamente para o norte antes de se dissipar dois dias depois, enquanto se localizava a cerca de 250 milhas (400 km) a leste de Virginia Beach, Virgínia.

### Furacão Dois
Um furacão de categoria 2 na atual escala de vento Saffir-Simpson foi visto pela primeira vez em 18 de agosto, enquanto localizado aproximadamente 1 000 km a leste da Flórida. Nos três dias seguintes, ele seguiu para o norte e se moveu paralelamente à costa leste dos Estados Unidos. O sistema dissipou aproximadamente 310 milhas (500 km) ao sul de Terra Nova em 21 de agosto.

### Furacão Três
Em 12 de setembro, um navio espanhol, o Julian de Unsueta, foi derrubado por um forte vendaval e jogado de ponta-cabeça. Alguns dias depois, ela atracou em Saint Thomas, nas Ilhas Virgens Americanas. Em 13 de setembro, as barcas Montezuma e Gazelle também foram destruídas por um furacão perto de Barbados. Não há informações disponíveis sobre o furacão entre 14 de setembro a 16 de setembro, mas em 17 de setembro, as barcas Abbyla e Elias Pike encontraram o furacão, cerca de 500 milhas (800 km) ao largo da costa da Carolina do Norte. Vários navios relataram ter encontrado condições de furacão em 19 de setembro na costa leste dos Estados Unidos, alguns ao norte da Ilha Sable. Com base nesses relatórios, a pista começou cerca de 500 milhas (800 km) a nordeste das Ilhas Virgens em 12 de setembro e terminou em 20 de setembro na costa da Nova Escócia.

### Tempestade tropical Quatro
Em 5 de outubro, uma tempestade tropical causou inundações em Santa Lúcia. Naquele dia e ao longo do próximo, ventos fortes e chuva forte foram observados em Speightstown, Barbados. A tempestade também pode ter afetado São Vicente. Nenhuma pista foi identificada para a tempestade e foi atribuído um único local no banco de dados HURDAT.

### Furacão Cinco
Uma furacão de categoria  1 foi visto pela primeira vez em 14 de outubro aproximadamente 310 milhas (500 km) a oeste das Bermudas. Uma escuna, Albert Treat, encontrou a tempestade e foi lançada em suas extremidades de viga. A escuna sofreu danos consideráveis e três homens morreram afogados. No dia seguinte, mais ao norte, a barca Acacia caiu nas pontas das vigas, mas conseguiu alcançar a segurança. Ao longo de 16 de outubro o furacão viajou para o norte, paralelo à costa leste dos Estados Unidos. O navio Oder relatou ter perdido suas velas em um furacão na Ilha Sable naquele dia. O cruzador confederado Alabama perdeu seu pátio principal e várias velas, despedaçado pelo vento e teve dois barcos esmagados. A tempestade tornou-se extratropical por volta do meio-dia de 16 de outubro e se dissipou completamente em 17 de outubro.

### Tempestade tropical Seis
Com base nos registros meteorológicos mantidos por um oficial do navio americano James Adger, uma forte tempestade tropical foi centrada a noroeste de Aspinwall, Panamá, a partir de 22 de novembro a 25 de novembro. A tempestade enfraqueceu no final de 24 de novembro e começou a flutuar lentamente para o oeste em 25 de novembro antes de se dissipar mais tarde naquele dia.